# Chicago (band)
Chicago is een Amerikaanse rockband uit Chicago. De blazersrijke band bestaat sinds 1967 en maakte op de eerste plaats stevige rockmuziek waarin jazzinvloeden een hoofdrol spelen (vergelijkbaar met Blood, Sweat and Tears). Later brak er echter een periode aan waarin ballads de boventoon voerden waarna men weer terugkeerde naar de oorspronkelijke sound 
Chicago is vooral populair in Amerika en Japan en heeft wereldwijd meer dan 100 miljoen platen verkocht. In Nederland werden er van Chicago zeventien singles uitgebracht; twaalf top 40-hits en vijf noteringen in de Tipparade; If You Leave Me Now, een van de drie top 10-hits, stond op nummer 1 in zowel de Top 40 als de Nationale Hitparade.
Dertien albums haalden de Album Top 100, waarvan Chicago - The Heart Of uit 1990 het meest succesvol was met een top 3-notering en een verblijf van 45 weken.

## Biografie

### 1967;Beginnings
De band werd op 15 februari 1967 opgericht door saxofonist Walter Parazaider, gitarist Terry Kath, drummer Danny Seraphine, trombonist James Pankow, trompettist Lee Loughnane en toetsenist/zanger Robert Lamm. De eerste drie waren afkomstig uit de bands Jimmy Ford and the Executives en The Missing Links; Lamm studeerde aan de Roosevelt-universiteit en speelde in Bobby Charles and the Wanderers. Parazaider, Pankow en Loughnane kwamen elkaar tegen op de DePaul-universiteit. De dan nog zesmansformatie noemde zich in eerste instantie Big Thing en speelde net als de andere bands in het lokale nachtclubcircuit top 40-covers; deze werden gezongen door baritons Lamm en Kath. Omdat er een tenorstem miste, en ook omdat de baspedalen van Lamms orgel niet toereikend waren voor de juiste sound, werd de bezetting aan het eind van het jaar versterkt met bassist/zanger Peter Cetera.

### 1968–1969; Chicago Transit Authority
De band begon eigen nummers te schrijven en verhuisde in juni 1968 naar Los Angeles, alwaar een platencontract werd getekend bij Columbia; The Big Thing werd daarbij omgedoopt tot Chicago Transit Authority (vaak afgekort als CTA). Door regelmatig op te treden in de Whisky a Go Go werd de band gevraagd als voorprogramma van Janis Joplin en Jimi Hendrix die lovende woorden sprak over de blazerssectie en over Kath. 
In april 1969 verscheen de eerste dubbelelpee met daarop vier opvallende composities: I'm a man (cover van de Spencer Davis Group), The Whole World Is Watching en Liberation (opgenomen tijdens een demonstratie) en Free form guitar (een eerste versie van een distortiongitaarsolo van Terry Kath). Andere nummers zijn Does anybody really know what time it is? (pas in 1970 op single uitgebracht), Beginnings en Questions 67 & 68. Het album werd bekroond met platina en genomineerd voor een Grammy Award.
De band zou op het Woodstockfestival optreden, maar werd door een clausule in het contract met concertpromotor Bill Graham verplaatst naar de Fillmore West; Santana nam hun plaats in op Woodstock. Dit werd een jaar later goedgemaakt met een concert in de Tanglewood ter vervanging van Joe Cocker (oorspronkelijk was Jimi Hendrix hiervoor benaderd).

### 1970-1979; Chicago
Na het debuutalbum moest de naam op last van de echte Chicago Transit Authority worden verkort tot Chicago. Dit  was ook de titel van de tweede dubbelelpee die begin 1970 uitkwam. Met de single Does Anybody Really Know What Time It Is? werd een hit gescoord.
In 1972 verscheen Chicago V waarvan Saturday in the Park (4th of July) in de Verenigde Staten een nummer 3-hit werd; het succes was dusdanig dat er bijna twintig jaar later een festival naar werd vernoemd.
In 1973 werd de band uitgebreid met de Braziliaanse percussionist Laudir de Oliveira (ex-Sergio Mendes Brazil 66). Robert Lamm nam in 1974 een soloplaat op met gastbijdragen van Peter Cetera en de Pointer Sisters; het titelnummer Skinny Boy stond ook op het tegelijkertijd uitgebrachte Chicago VII maar dan met blazers. De singles van dit album waren Call on Me (het songschrijversdebuut van trompettist Lee Loughnane) en Wishing You Were Here waarop de Beach Boys meezongen. Deze samenwerking kreeg een vervolg bij een oudejaarsshow op televisie en een dubbeltournee in de zomer van 1975.
In juni 1976 verscheen Chicago X met daarop de succesvolle single If You Leave Me Now; dit betekende het begin van een periode waarin er vooral met ballads werd gescoord en Peter Cetera tot de voornaamste frontman uitgroeide. If You Leave Me Now werd voorafgegaan door Another Rainy Day In New York City van Robert Lamm en opgevolgd door het Braziliaans getinte You Are On My Mind. Die laatste single werd gezongen door trombonist James Pankow nadat alle andere zangers in de band het vergeefs hadden uitgeprobeerd.
Naar aanleiding van het (Amerikaanse) succes van You Are On My Mind nam Pankow ook op Chicago XI een nummer voor zijn rekening; Till the End of Time. De grootste hit die dit album voortbracht was wederom een ballad van Cetera: Baby, What a Big Surprise.
Gitarist Terry Kath was niet blij met deze koerswijziging en wilde zijn eigen band beginnen; op 23 januari 1978 overleed hij aan Russische roulette (hij dacht dat het pistool ongeladen was). Waar Blood Sweat and Tears ten onder ging aan de vele bezettingswijzigingen, besloot Chicago om door te gaan. Kaths plaats werd ingenomen door gitarist Donny Dacus, eerder actief bij Chris Hilman, Stephen Stills en Roger McGuinn. Hij debuteerde op het twaalfde album dat de titel Hot Streets meekreeg. De Bee Gees deden de achtergrondzang op het nummer Little Miss Lovin', en lieten als tegenprestatie de blazers meespelen op hun album Spirits Having Flown.
In 1979 verscheen het disco-album Chicago 13 dat voor de verandering in gewone cijfers werd genummerd. De single Street player (ook opgenomen door funkband Rufus) werd pas in 1995 een Nederlandse hit als sample in The Bomb van The Bucketheads (zie onder). In 2009 gebruikte rapper Pitbull vrijwel dezelfde sample in zijn zomerhit I Know You Want Me (Calle Ocho).

### 1980-1994; nieuwe wegen
Chicago XIV uit 1980 had weer de Romeinse cijfers, maar de blazers vervulden een ondergeschikte rol; de plaat werd geen succes. Dacus had de band dan ondertussen alweer verlaten omdat de benodigde chemie met de rest van de band ontbrak. Zijn plaats werd ingenomen door pianist Bill Champlin die tijdens zijn bijna dertigjarig verblijf bij de band de nummers van Kath op zich nam. Ook Laudir de Oliveira vertrok na dit album omdat zijn latin-percussie niet bij de nieuwe sound paste.
In 1981 nam Cetera een solo-album op dat niet werd gepromoot omdat de platenmaatschappij bang was dat hij Chicago zou verlaten. Zijn Hard to Say I'm Sorry van Chicago 16 zorgde eind 1982 weer voor hitsucces, mede dankzij de productie van David Foster. Op dit album, waarop de rol van de blazers nog kleiner werd en ook Robert Lamm het grotendeels liet afweten, speelden Jeff Porcaro, Steve Lukather en David Paich van Toto mee. Omgekeerd had Pankow een bijdrage geleverd aan het album Toto IV (onder andere de single Rosanna).
In mei 1984 verscheen Chicago 17, dat alle voorgaande successen overtrof met de singles Stay the Night, Hard Habit to Break, You're the Inspiration en Along Comes a Woman; allemaal gezongen door Peter Cetera.
Na de 17-tournee wilde Cetera weer een solo-album opnemen; zijn voorstel om een pauze te nemen werd afgewezen. Reden voor hem de band in juli 1985 te verlaten. In 1986 scoorde hij zijn eerste solohit met het voor de soundtrack van Karate Kid II opgenomen Glory of Love. Cetera bleef tot eind jaren 10 optreden met solomateriaal en Chicago-hits.
Chicago ging verder met Jason Scheff, zoon van voormalig Elvis Presley-bassist Jerry Scheff. Scheff debuteerde op het album Chicago XVIII met een nieuwe versie van 25 or 6 to 4. De singles Will You Still Love Me? en If She Would Have Been Faithful... werden hits in Amerika. Opvolger Chicago XIX bewees dat de band \zonder Cetera wist te scoren; onder andere met Look Away van Diane Warren dat de derde en laatste nr.1-hit werd.
In 1989 verscheen de hitverzamelaar Chicago XX en kwam er na veertien jaar weer een tournee met de Beach Boys.
In 1990 vertrok drummer Danny Seraphine; Tris Imboden, die eerder bij Kenny Loggins speelde en sessiewerk verrichtte voor Peter Cetera, volgde hem op. Imboden maakte zijn debuut op het in 1991 uitgebrachte Chicago Twenty1; de blazers traden langzaamaan weer op de voorgrond, maar grote hits werden niet meer gescoord. Chasin' the Wind kwam in Amerika slechts tot een 39e plaats.
In 1993 werkte Chicago aan het volgende album; Chicago XXII: Stone of Sisyphus stond gepland voor 1994 en zou een terugkeer betekenen naar het originele groepsgeluid, maar door reorganisaties bij de platenmaatschappij zou het album vijftien jaar op de plank blijven liggen.

### 1995-1999;The Bomben meer nieuwe wegen
In 1995 was Chicago ongewild onderdeel van een wereldhit van een ander. De New Yorkse house-dj Kenny "Dope" Gonzalez van Masters at Work gebruikte het nummer Street player als basis voor de plaat The Bomb! (These Sounds Fall into My Mind) van Bucketheads. Het nummer belandde in vele landen hoog in de hitlijsten en bereikte ook in Nederland de top 10. Kenny heeft de sample illegaal gebruikt en moest daarom een fors geldbedrag betalen aan de leden van Chicago.
Ondertussen tekende de band na het afblazen van Chicago XXII bij Giant Records; op dit sublabel van Warner Bros. verscheen in 1995 Night & Day Big Band, een album met covers van artiesten als Sarah Vaughan, Glenn Miller en Duke Ellington van wie Chicago al in 1973 een nummer coverde in de tv-special Duke Ellington... We Love You Madly. Naast invalgitarist Bruce Gaitsch verleenden Paul Shaffer  (orkestleider bij The Late Show with David Letterman), Joe Perry (gitarist van  Aerosmith) en de Gypsy Kings hun medewerking. Een vaste gitarist werd gevonden in Keith Howland.
In 1998 werd Chicago XXV uitgebracht, de eerste in een rij kerstalbums; in 1999 volgde het livealbum Chicago XXVI en toerde de band voor het eerst met The Doobie Brothers.

### 2000–2009
Op 15 oktober 2000 vertoonde muziekzender VH1 een Behind the Music-documentaire die aan Chicago was gewijd. Rhino Records verkreeg een licentie op de publicatierechten van de albums en bracht in 2002 de verzamelaar The Very Best of Chicago: Only the Beginning (2cd) uit. In 2003 volgde een heruitgave van Chicago XXV, aangevuld met zes nieuwe nummers, waaronder What's It Gonna Be, Santa?.
In 2004–2005 ging Chicago voor het eerst op tournee met het bevriende Earth, Wind & Fire; hun hit After the Love Has Gone uit 1979 is mede geschreven door Bill Champlin die het tijdens deze concerten ook vertolkte als gastzanger. Het dubbelconcert in de Greek Theatre, Los Angeles werd opgenomen voor dvd-uitgave en naar aanleiding van dit succes kwam er een tweede reeks gezamenlijke optredens.
Op 21 maart 2006 verscheen Chicago XXX, het eerste album met nieuw studiomateriaal sinds Twenty1, en tevens het eerste dat verkrijgbaar was als digitale download. Producer Jay de Marcus, bassist/zanger van het countrytrio Rascal Flatts, verklaarde in een eerder verstuurde brief aan Scheff een groot Chicago-fan te zijn. Het album haalde in Amerika de 41e plaats en bracht twee bescheiden hits voort; Feel en Love Will Come Back. Feel en albumtrack Caroline waren al te horen bij de najaarsconcerten van 2005.
In maart, mei en oktober 2006 trad Chicago in Las Vegas op; tussendoor gaf de band in juli gezamenlijke concerten met Huey Lewis & the News.
Ter gelegenheid van het veertigjarig jubileum verscheen op 2 oktober 2007 de  verzamelaar The Best of Chicago: 40th Anniversary Edition
Op 17 juni 2008 werd Stone of Sisyphus alsnog uitgebracht nadat er op internet bootlegopnamen circuleerden. Datzelfde jaar ging de band voor de tweede keer op tournee met The Doobie Brothers.
Speciaal voor de voedselbank brachten Chicago en Earth, Wind & Fire in 2009 een gezamenlijke single uit; You, geschreven door Maurice White, EWF-oprichter in ruste. Op de B-kant stonden wederzijdse covers van Wishing You Were Here en Can't Let Go. Ter promotie gaven beide bands in de zomermaanden dertig dubbelconcerten; echter, halverwege de tournee werd Bill Champlin na 28 jaar vervangen door Lou Pardini, een Grammy-genomineerde toetsenist die eerder samenwerkte met Stevie Wonder en Santana. Invaldrummer Drew Hester kreeg na ziekteherstel van Imboden een vaste plek in de band als percussionist.

### 2010-2015
In 2010 toerde Chicago weer met de Doobie Brothers. In 2011 zond HDNet een registratie uit van het concert in Chicago; de Doobies deden mee tijdens de drie nummers tellende toegift. In oktober van dat jaar verscheen het Chicago XXXIII: O Christmas Three dat net als de bonustracks op Chicago XXV door Phil Ramone was geproduceerd. Dolly Parton zong mee op het openingsnummer, Paul McCartney's Wonderful Christmastime. Het album werd voorafgegaan door Chicago XXXIV: Live in '75, een dubbel-cd met niet eerder uitgebrachte concertopnamen van de originele bezetting op 24, 25 en 26 juni 1975 in de Capital Center in Largo, Maryland. 
Vlak voor de vierde tournee met de Doobie Brothers in 2012 vertrok Hester; hij werd achtereenvolgens vervangen door Daniel de Los Reyes en diens broer Walfredo Reyes Jr. (ex-Santana).  
In 2013 waren Lamm, Loughnane, Pankow, en Parazaider als Chicago (zichzelf dus) te zien in de HBO-film Clear History. Als voorbode van het eerste studioalbum met nieuw materiaal kwamen er tussen augustus 2013 en januari 2014 vier nieuwe singles uit; Chicago XXXVI: Now verscheen op 4 juli 2014. In 2015 volgde Chicago at Symphony Hall dat een jaar eerder (25 en 28 januari 2014) was opgenomen met het Chicago Symphony Orchestra. Datzelfde jaar begon de vierde tournee met Earth, Wind & Fire.

### 2016-nu
Op 8 april 2016 werd de originele band ingehuldigd in de Rock & Roll Hall Of Fame; Danny Seraphine speelde na meer dan 25 jaar nog een keer mee. Peter Cetera was ook uitgenodigd, maar bedankte voor de eer. Michelle Kath vertegenwoordigde haar vader Terry over wie er een documentaire in de maak was. The Terry Kath Experience ging op 23 september 2016 in première; de meeste (ex-)leden van Chicago, waaronder Cetera, verleenden hun medewerking. Ondertussen nam Scheff in mei vrijaf wegens familiezaken; op 25 oktober 2016 maakte hij bekend dat hij na 31 jaar definitief Chicago had verlaten. Invaller Jeff Coffey werd vast bandlid. Walter Parazaider stopte met optreden; hij werd vervangen door Ray Herrmann die hem al sinds 2005 waarnam bij diverse concerten.
In 2017 werden Cetera, Lamm en Pankow ingehuldigd in de Songwriters Hall of Fame; Lamm kondigde een nieuw album aan. Op 17 september 2017 stierf oud-bandlid Laudir de Olivieria (77) tijdens een optreden in Rio de Janeiro. In januari 2018 vertrokken zowel Tris Imboden als Jeff Coffey; Walfredo Reyes verruilde percussie voor drums, en Coffey werd vervangen door Neil Donnell, zanger van de tribute-band Chicago Brass Transit. 
Datzelfde jaar verscheen Chicago II: Live on Soundstage, waarop de huidige bezetting (in 2017) het tweede album integraal uitvoerde. Na nog een live-registratie verscheen op 4 oktober 2019 Chicago XXXVII: Chicago Christmas; dit album bevat voornamelijk eigen nummers.
In 2020 nam Chicago een oeuvreprijs in ontvangst tijdens de Grammy Awards.
Op 19 april 2021 maakte Walter Parazaider bekend dat bij hem de ziekte van Alzheimer is vastgesteld. 
In mei 2022 bracht Chicago een nieuwe single uit (This Is Goodbye) als voorbode van het album Chicago XXXVIII: Born For This Moment dat in juli verscheen. Ondertussen waren Pardini en Howland (herstel armbreuk) uit de band gestapt en vond er in de zomer een gezamenlijke tournee plaats met Beach Boy Brian Wilson.
In de zomer van 2024 gaf Chicago voor de vijfde keer een reeks concerten met Earth, Wind & Fire.

## Discografie

### Singles
| Single met eventuele hitnotering(en) in de Nederlandse Top 40 | Datum van verschijnen | Datum van binnenkomst | Hoogste positie | Aantal weken | Opmerkingen |
| ------------------------------------------------------------- | --------------------- | --------------------- | --------------- | ------------ | ----------- |
| Questions 67 & 68                                             |                       | 11-10-1969            | tip28           |              |             |
| I'm a Man                                                     |                       | 13-12-1969            | 13              | 10           |             |
| Make Me Smile                                                 |                       | 16-5-1970             | 12              | 4            |             |
| 25 or 6 to 4                                                  |                       | 1-8-1970              | 13              | 8            |             |
| Does anybody really know what time it is?                     |                       | 5-12-1970             | tip9            |              |             |
| Lowdown                                                       |                       | 26-6-1971             | 24              | 3            |             |
| Beginnings                                                    |                       | 24-7-1971             | tip3            |              |             |
| Feelin' Stronger Every Day                                    |                       | 4-8-1973              | 23              | 4            |             |
| Just You 'n' Me                                               |                       | 10-11-1973            | tip17           |              |             |
| Old Days                                                      |                       | 28-6-1975             | tip9            |              |             |
| If You Leave Me Now                                           |                       | 23-10-1976            | 1               | 16           |             |
| Wishing You Were Here                                         |                       | 12-2-1977             | 13              | 6            |             |
| Baby, What a Big Surprise                                     |                       | 17-9-1977             | 3               | 10           |             |
| Take Me Back to Chicago                                       |                       | 31-12-1977            | tip15           |              |             |
| Street Player                                                 |                       | 22-12-1979            | tip7            |              |             |
| Hard to Say I'm Sorry                                         |                       | 7-8-1982              | 22              | 5            |             |
| Stay the Night                                                |                       | 2-6-1984              | 27              | 4            |             |
| You're the Inspiration                                        |                       | 2-3-1985              | 36              | 3            |             |
| Look Away                                                     |                       | 10-2-1990             | 9               | 8            | Alarmschijf |
| Hearts in Trouble                                             |                       | 8-9-1990              | tip12           |              |             |
| Let's Take a Lifetime                                         |                       | 2-3-1996              | tip18           |              |             |

| Single met hitnotering(en) in de Vlaamse Ultratop 50 | Datum van verschijnen | Datum van binnenkomst | Hoogste positie | Aantal weken | Opmerkingen |
| ---------------------------------------------------- | --------------------- | --------------------- | --------------- | ------------ | ----------- |
| I'm a Man                                            |                       | 08-11-1969            | 10              | 6            |             |
| 25 or 6 to 4                                         |                       | 29-8-1970             | 25              | 4            |             |
| If You Leave Me Now                                  |                       | 13-11-1976            | 2               | 15           |             |
| Baby, What a Big Surprise                            |                       | 29-10-1977            | 24              | 3            |             |
| Hard to Say I'm Sorry                                |                       | 7-8-1982              | 15              | 7            |             |
| Look Away                                            |                       | 3-3-1990              | 20              | 8            |             |

### Albums (selectief)
- 1969 – Chicago Transit Authority;
- 1970 – Chicago II;
- 1971 – Chicago III;
- 1971 – Chicago IV, live at Carnegie Hall, direct live ingespeeld;
- 1972 – Chicago V, ze verdienen er een optreden met Duke Ellington mee;
- 1973 – Chicago VI;
- 1974 – Chicago VII, met de laatste jazzkarakteristieken;
- 1975 – Chicago VIII, begin van de hitmachine;
- 1975 – Chicago IX, Greatest Hits;
- 1976 – Chicago X met de hit If you leave me now;
- 1977 – Chicago XI met de hit Baby, What a Big Surprise;
- 1978 – Chicago XII, Chicago Hot Streets;
- 1979 – Chicago XIII;
- 1980 – Chicago XIV;
- 1981 – Chicago XV, Greatest Hits vol.2;
- 1982 – Chicago XVI met de hit Hard to say I'm sorry;
- 1984 – Chicago XVII met de hit You're the inspiration;
- 1986 – Chicago XVIII;
- 1988 – Chicago XIX;
- 1990 – Chicago XX, Greatest Hits 1982 - 1989;
- 1991 – Chicago Twenty I;
- 1995 – Chicago XXII met bewerkingen van jazz-evergreens (bigbandmuziek);
- 1997 – Chicago XXIII, The Heart of Chicago, 1969 - 1997 30th Anniversary;
- 1998 – Chicago XXIV, The Heart of Chicago, 1969 - 1998 30th Anniversary vol. 2;
- 1998 – Chicago XXV het kerstalbum, (in Europa moeilijk verkrijgbaar);
- 1999 – Chicago XXVI livealbum (idem)
- 2002 – Chicago XXVII Verzamelalbum Only In the beginning (*)
- 2003 – Chicago XXVIII Verzamelalbum The Box: 5 cd's en 1 dvd (*)
- 2005 – Chicago XXIX Verzamelalbum Love Songs (*)
- 2006 – Chicago XXX
- 2007 – Chicago XXXI The Best of Chicago, 40th Anniversary Edition (*)
- 2008 – Chicago XXXII Stone of Sisyphus, de "verloren" cd, (eigenlijk Chicago XXII)
- 2014 – Chicago XXXVI: Now

Albums met (*) zijn niet officieel genummerd, maar hier voor het overzicht wel.

### NPO Radio 2 Top 2000
| Nummers met noteringen in de NPO Radio 2 Top 2000 | '99 | '00  | '01  | '02  | '03  | '04  | '05  | '06  | '07  | '08  | '09  | '10  | '11  | '12  | '13  | '14  | '15  | '16  | '17  | '18  | '19  | '20  | '21  | '22  | '23  | '24  |
| ------------------------------------------------- | --- | ---- | ---- | ---- | ---- | ---- | ---- | ---- | ---- | ---- | ---- | ---- | ---- | ---- | ---- | ---- | ---- | ---- | ---- | ---- | ---- | ---- | ---- | ---- | ---- | ---- |
| 25 or 6 to 4                                      | 457 | 433  | 382  | 394  | 439  | 566  | 729  | 684  | 745  | 618  | 804  | 800  | 935  | 889  | 960  | 1071 | 1056 | 1210 | 971  | 1418 | 1472 | 1599 | 1591 | 1763 | 1808 | 1739 |
| Baby, What a Big Surprise                         | -   | -    | -    | 509  | -    | -    | -    | -    | -    | -    | -    | -    | -    | -    | -    | -    | -    | -    | -    | -    | -    | -    | -    | -    | -    | -    |
| Feelin' Stronger Every Day                        | -   | 1207 | 1047 | 1320 | 1629 | 1554 | 1779 | 1940 | -    | 1889 | 1920 | 1887 | -    | -    | -    | -    | -    | -    | -    | -    | -    | -    | -    | -    | -    | -    |
| Hard to Say I'm Sorry                             | -   | 985  | 1350 | 839  | 1090 | 1314 | 1578 | 1936 | 1757 | 1540 | -    | 1919 | 1984 | 1849 | 1900 | 1986 | 1908 | -    | -    | -    | -    | -    | -    | -    | -    | -    |
| If You Leave Me Now                               | 104 | 103  | 103  | 119  | 218  | 165  | 214  | 250  | 222  | 194  | 288  | 252  | 383  | 634  | 677  | 627  | 716  | 550  | 597  | 806  | 858  | 907  | 1063 | 1187 | 1143 | 1216 |
| I'm a Man                                         | -   | 1104 | 1455 | 1217 | 1487 | 1251 | 1562 | -    | -    | 1994 | -    | -    | -    | -    | -    | -    | -    | -    | -    | -    | -    | -    | -    | -    | -    | -    |
| Wishing You Were Here                             | -   | -    | -    | -    | 1349 | 1394 | 1376 | 1514 | 1843 | 1627 | 1594 | 1387 | 1867 | -    | -    | -    | -    | -    | -    | -    | -    | -    | -    | -    | -    | -    |
| You're the Inspiration                            | 771 | -    | 1016 | 955  | 1232 | 1402 | 1435 | 1447 | 1402 | 1367 | 1873 | 1649 | 1653 | 1918 | 1841 | 1740 | 1960 | 1962 | 1849 | 1976 | -    | -    | -    | -    | -    | -    |

1. ↑  Een '-' betekent dat het nummer niet was genoteerd en een vetgedrukt getal geeft de hoogste notering van een nummer aan.